# 瑞溪镇 (澄迈县)
瑞溪镇是中华人民共和国海南省澄迈县下辖的一个镇。

## 行政区划
瑞溪镇下辖以下村级行政区划单位：
瑞溪第一社区、瑞溪第二社区、瑞联村、北桥村、群庄村、仙儒村、村内村、加巨村、南尖村、山琼村、罗浮村、山尾村、北洋村、三多村、番丁村和里加村。